# Oddsskarðsgöng
Die Oddsskarðsgöng  sind ein stillgelegter Straßentunnel am Norðfjarðarvegur  im Osten von Island. Mit Stand vom November 2021 ist der Tunnel aufgrund von Schäden im Norðfjarðargöng bis auf Weiteres wieder geöffnet.
Der einspurige Tunnel mit Ausweichbuchten ist 626 Meter lang und verbindet Neskaupstaður mit Eskifjörður und dem Rest von Island.
Er unterquert den Oddsskarð auf einer Höhe von 632 m über Meer.
Er ist damit Islands höchstgelegener Tunnel.
Beide Tunnelportale verfügen über Tore, mit welchen der Tunnel bei Schlechtwetter verschlossen werden kann.
Der Tunnel wurde 1974 bis 1977 errichtet und ersetzte die alte (und einzige) Straße nach Neskaupstaður über den Oddsskarð von 1949, die jedoch im Winter oft geschlossen war.
Da auch dieser Tunnel nicht wintersicher war, wurde er durch die 2017 eröffnete längere Norðfjarðargöng ersetzt.
Über die Zukunft der Oddsskarðsgöng ist noch nicht entschieden.
Nachdem am 1. November 2021 Stücke aus der Decke des Norðfjarðargöng auf die Fahrbahn gestürzt waren, wurde dieser gesperrt. Danach wurden die Oddsskarðsgöng wieder für kleine Fahrzeuge freigegeben.

## Siehe auch

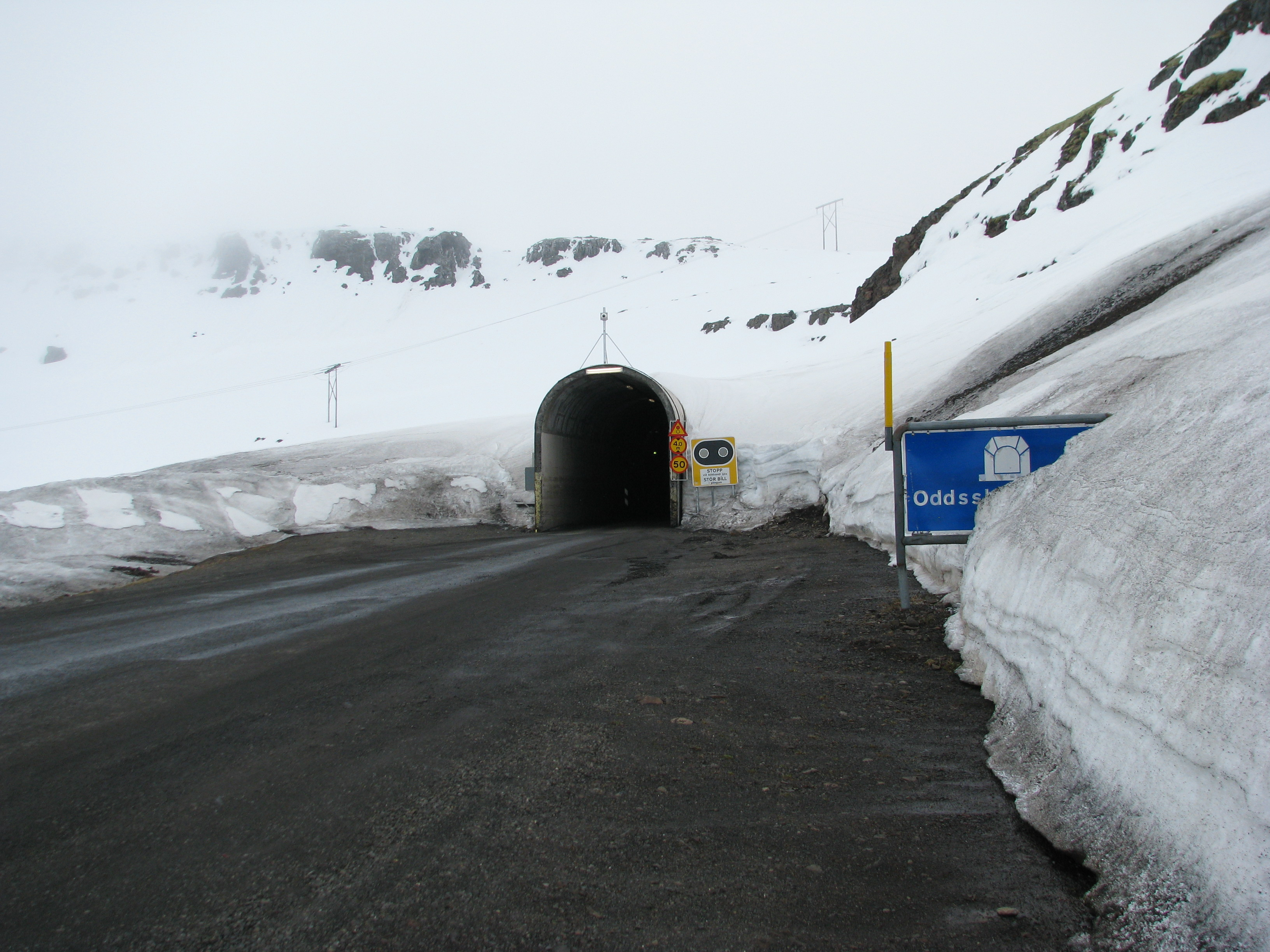
Oddsskarðsgöng-Nordportal im Mai 2014